# Amt Kropp

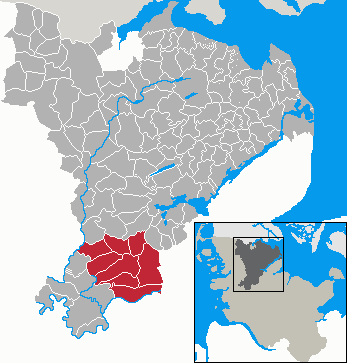
Lage des ehem. Amtes Kropp im Kreis Schleswig-Flensburg

Das Amt Kropp war ein  Amt im Süden des 
Kreises Schleswig-Flensburg in Schleswig-Holstein. Die Verwaltungsgeschäfte wurden von der hauptamtlich verwalteten Gemeinde Kropp geführt. 
Am 1. Januar 2008 schlossen sich die Gemeinden der Ämter Kropp und Stapelholm zum Amt Kropp-Stapelholm zusammen.
Auf einer Fläche von 160 km² lebten 11.000 Einwohner in den Gemeinden 
1. Alt Bennebek
2. Börm
3. Dörpstedt
4. Groß Rheide
5. Klein Bennebek
6. Klein Rheide
7. Kropp
8. Tetenhusen